# Сан-Конраду (район Рио-де-Жанейро)

Сан-Конраду (порт. São Conrado) — один из престижных районов Рио-де-Жанейро, расположенный в Южной зоне города. Он расположен между районами Барра-да-Тижука к юго-западу и Леблон к северо-востоку, оба этих района также населены преимущественно представителями зажиточных слоёв горожан. Сан-Конраду пользуется популярностью у местных жителей и туристов как место для занятия дельтапланеризмом, также он известен своим «Fashion Mall» со 150 магазинами национальных и иностранных дизайнеров и полем для гольфа. Район застроен изысканными жилыми зданиями, ночными клубами и элегантными ресторанами. К району примыкает резко контрастирующая с ним по уровню жизни фавела Росинья, крупнейшая в Бразилии, цепляющаяся к склонам холма Морру-Доиш-Ирманш. Сан-Конраду также известен своими особняками у подножия горы Педра-да-Гавеа, покрытой дикими лесами и населённой дикими животными.
Несмотря на располагающуюся вблизи фавелу, Сан-Конраду отмечен высоким уровнем безопасности и по-прежнему является желательным местом для обитания богатых жителей Рио-де-Жанейро.
В августе 2010 года бразильская полиция вызволила 35 человек, захваченных в заложники в отеле InterContinental в Сан-Конраду. Этот отель сейчас является частью сети Golden Tulip и называется Royal Tulip.